# Ceyloni papagáj
A ceyloni papagáj (Nicopsitta calthrapae), korábbi nevén smaragdnyakú papagáj, a madarak osztályának a papagájalakúak (Psittaciformes) rendjébe és a szakállaspapagáj-félék (Psittaculidae) családjába tartozó faj.

## Rendszerezése
A fajt Edward Blyth angol zoológus írta le 1849-ben, a Palaeornis nembe Palaeornis Calthrapae néven. Egyes források a Psittacula nembe sorolják Psittacula calthrapae néven.

## Előfordulása
Srí Lanka területén honos. Természetes élőhelyei a  szubtrópusi és trópusi síkvidéki esőerdők és cserjések, valamint másodlagos erdők és szántóföldek. Nomád faj.

## Megjelenése
Testhossza 31 centiméter a farkával együtt, ebből a farka 13 centiméter. A felnőtt madár feje és háta szürke, amelyet egy zöld gallér választ el.

## Életmódja
Tápláléka gyümölcsökből, magvakból, rügyekből és virágokból áll.

## Szaporodása
Fészkét faüregbe készíti, fészekalja 3–4 tojásból áll.

## Természetvédelmi helyzete
Az elterjedési területe nem nagy, egyedszáma pedig csökken, de még nem éri el a kritikus szintet. A Természetvédelmi Világszövetség Vörös listáján nem fenyegetett fajként szerepel.